# Hepatozoon
Hepatozoon ist eine Gattung parasitisch lebender Einzeller aus der Gruppe der Kokzidien. Endwirt dieser Einzeller sind blutsaugende Wirbellose (Zecken, Raubwanzen, Stechmücken, Flöhe, Echte Tierläuse, die Milben Euhaemogamasus ambulans und Echinolaelaps echidninus sowie die Fliegenart Megabothris abantis). Der Gattungsname „Hepatozoon“ wurde gewählt, weil die Merogonie der Art Hepatozoon muris zuerst in der Leber von Ratten entdeckt wurde, allerdings ist die Leber nicht das primäre Zielorgan der meisten Hepatozoen. Die bei den Zwischenwirten ausgelöste Erkrankung wird als Hepatozoonose bezeichnet.

## Lebenszyklus
Hepatozoon-Arten sind zweiwirtig. Im Endwirt findet die geschlechtliche Vermehrung statt, an deren Ende Oozysten entstehen. Die weitere Entwicklung erfordert einen Zwischenwirt, in dem die ungeschlechtliche Vermehrung stattfindet. Der Zwischenwirt nimmt die Oozysten durch orale Aufnahme des Blutsaugers auf. Mittlerweile sind etwa 300 Hepatozoon-Arten beschrieben, die Amphibien, Reptilien, Vögel, Beutel- und Säugetiere als Zwischenwirt befallen. Mehr als 120 Arten infizieren Schlangen, etwa 50 Säugetiere. Bei einigen Arten ist die Weiterverbreitung ungeschlechtlicher Stadien über die Plazenta oder über paratenische Wirte bekannt. Unter den Säugetieren fungieren vor allem Raubtiere und Nagetiere als Zwischenwirt. Am Ende der ungeschlechtlichen Vermehrung entstehen in den Blutzellen Gamonten, die beim Saugakt durch den Endwirt aufgenommen werden. Die Wirtsspezifität ist bei den Endwirten größer als bei den Zwischenwirten. Die Aufklärung der Lebenszyklen der einzelnen Arten wird durch das Vorkommen in paratenischen Wirten wie Nagetieren oder Hasenartigen erschwert.

## Systematik
Der Nachweis und die Bestimmung der Hepatozoon-Arten erfolgt heute vor allem molekulargenetisch anhand der 18S rRNA. Nach derzeitigem Erkenntnisstand ist die Gattung paraphyletisch, hier sind weitere Studien an mehr Arten und / oder weitere molekulare Marker notwendig, um dieses Problem zu lösen.
Von tiermedizinischer Bedeutung sind von den 300 Arten vor allem Hepatozoon canis und Hepatozoon americanum.